# Enishi Yukishiro
(Enishi spiega il motivo dell'uccisione dei suoi tutori)
Enishi Yukishiro (雪代 縁? Yukishiro Enishi) è un personaggio fittizio del manga di Nobuhiro Watsuki Kenshin samurai vagabondo. È il nemico principale dell'ultima saga della serie, quella del Jinchu, ed è il fratello minore di Tomoe Yukishiro.

## Storia

### Infanzia
Quando Enishi era piccolo sua madre morì e fu cresciuto da sua sorella maggiore, Tomoe. Ella gli fece sia da madre che da sorella ed Enishi le era molto affezionato.
Quando Tomoe si fidanzò con Kiyosato Akira, Enishi a malincuore accettò la situazione poiché Kiyosato amava sul serio Tomoe e la rendeva felice. In seguito Kiyosato fu ingaggiato dai Mimawarigumi, credendo di poter far sorridere Tomoe se fosse diventato un eroe; tuttavia fu ucciso dall'hitokiri Battōsai in nome di una nuova era. Tomoe lasciò da solo il fratello per andare a vendicare il fidanzato, lavorando con delle spie dello Shogunato. Enishi era divorato dalla solitudine e decise di riportarla ad Edo per stare di nuovo insieme.
Quando aveva all'incirca 10 anni, Enishi scappò da Edo, sparendo per sette mesi. Scoprì il luogo dove risiedeva Tomoe grazie alle spie dello Shogunato e presto le fece visita, rivelandole il tutto. Enishi credeva che poteva aiutare Tomoe nella sua vendetta, non sapendo però che la sorella aveva cambiato idea ora che amava Kenshin, malgrado lui avesse ucciso Kiyosato. Tomoe lo mandò via, nella speranza di proteggere Kenshin, ma lasciò Enishi confuso e arrabbiato per le sue azioni.
Dopo aver assistito all'omicidio involontario di Kenshin nei confronti di Tomoe, i capelli di Enishi diventarono bianchi come la neve a causa della tensione e del forte rammarico per averla persa. Enishi divenne sempre più instabile e giurò di vendicarsi di Kenshin per aver tolto la felicità alla sorella ammazzandola. Andò così in Cina dove fu adottato da una famiglia molto agiata, dopo aver trascorso molti mesi come vagabondo. In seguito uccise i membri della famiglia e li derubò, senza badare a ciò che avevano fatto per lui.
Nel 1878, egli ritorna in Giappone dopo essere diventato il capo delle triadi cinedi, e inizia la sua vendetta Jinchu coi suoi "compagni".

### Jinchu
Oltre al suo stesso desiderio di vendetta, Enishi crede che Tomoe voglia vendicarsi a sua volta e immagina sempre il sorriso della sorella. Lo scopo del Jinchu di Enishi non è quello di uccidere Kenshin, bensì di gettarlo nello sconforto più totale, portandogli via la persona a lui più cara; proprio come Kenshin fece con lui. Dopo che i suoi scagnozzi avevano sferrato alcuni attacchi ai conoscenti di Himura, Enishi stesso si rivela a Kenshin e dichiara di volerlo attaccare al dojo Kamiya tra dieci giorni. Durante l'attacco al dojo, Enisci sconfigge Kenshin e compie il suo Jinchu facendo credere di aver ucciso Kaoru Kamiya. In realtà si tratta di una bambola antropomorfa creata da Gein, raffigurante Kaoru trafitta da una spada. Questo stratagemma porta effettivamente Kenshin in uno stato semi comatoso di depressione, per la gioia di Enishi.
Dopo che Enishi aveva completato il suo Jinchū, portò Kaoru con lui su un'isola per tenerla prigioniera finché Kenshin non morisse. Lasciò anche la sua organizzazione criminale nelle mani del suo secondo, Hu HeiShin, un uomo a cui stanno a cuore solo i profitti.
 Non appena Enishi si addormenta, immagina di vedere ancora il volto di Tomoe che però stavolta non gli sorride più. In un attimo di follia, attenta alla vita di Kaoru cercando di strangolarla, ma viene fermato dalle convulsioni che gli provocano vomito e svenimento. Kaoru capisce che la sua reazione è il risultato di un trauma psicologico provocato dall'aver assistito alla morte della sorella; il suo subconscio non gli permetteva di aggredire una donna che avesse (ai suoi occhi) una somiglianza con Tomoe. In seguito, Enishi viene a sapere che Kenshin ha sconfitto Hyogo Kujiranami a Tokyo e si convince che Tomoe è insoddisfatta della sua vendetta. Egli giunge alla conclusione che assoggettare Kenshin ad una vita d'inferno è una pena troppo indolore, e decide di mostrare sul serio a Kenshin cosa vuol dire assistere all'uccisione di una persona cara.
Poco dopo che Kenshin abbandona il suo stato catatonico e raggiunge l'isola, Enishi appare (seguito da Kaoru) e attacca. La lotta tra Enishi e Kenshin ricomincia.
Enishi ha la meglio su Kenshin per gran parte della battaglia e dopo aver visto l'immagine di Tomoe ancora corrucciata, decide di non uccidere Kenshin, poiché se l'avesse fatto sarebbe diventato uno della stessa risma di Battōsai. Sfoderando la spada, Enishi ordina a Kenshin di suicidarsi con essa; Kenshin rinfodera la spada e rifiuta, poiché non intende morire. Kenshin chiede invece ad Enishi se Tomoe gli sta ancora sorridendo nella sua mente. Enishi si infuria quando ascolta questa domanda e attiva la sua "trasformazione": Kyokeimyaku, rivelando che quest'abilità deriva dall'aumento dello spessore dei nervi a causa dell'inabilità del suo cervello di riposare quando il corpo dorme perché è costantemente nutrito dall'odio di Enishi nei confronti di Kenshin. Ancora una volta Enishi prende il sopravvento su Kenshin, grazie all'incredibile aumento della velocità. Comunque, Kenshin è abile a sconfiggere Enishi col Ryumeisen. A causa dell'aumento di sensibilità di Enishi, questa tecnica risulta più che efficace; Enishi a questo punto decide di danneggiarsi i timpani per guadagnare equilibrio e per tentare un ultimo attacco col Kyokeimyaku. Alla fine del match, Kenshin ed Enishi sfoderano il loro ultimo attacco l'uno contro l'altro. Tuttavia, senza il sorriso di Tomoe, Enishi si rende incapace di sconfiggere Kenshin, il quale ha ritrovato la sua voglia di vivere.
Con Enishi sconfitto, Heishin prova ad ucciderlo con una pistola, ma Kaoru si pone davanti e si trasforma, nella fantasia di Enishi, in Tomoe. Enishi colpisce Heishin con un pugno e tenta di ammazzarlo, ma viene fermato da Kenshin il quale desidera non vedere mai più inutili spargimenti di sangue. Kenshin avverte Enishi, dicendo che se continua a vivere come un criminale, Tomoe non gli sorriderà mai più. Mentre Kenshin lo ringrazia per aver salvato Kaoru, Enishi crolla a terra e rimarca il suo profondo disappunto per non essere riuscito a salvare Tomoe.
Dopo questo, Enishi viene arrestato dalla polizia; mentre lo stanno portando via, Kaoru gli dà il diario di Tomoe. In seguito si viene a sapere che Enishi è evaso e che si è rifugiato nel Rakunin Mura. Ormai è un uomo finito e viene raggiunto dall'anziano del villaggio, Oibore - che altri non è se non suo padre, ma Enishi non ne è a conoscenza. Oibore ironicamente afferma che quell'uomo dai capelli bianchi gli è familiare. Oibore nota anche che il figlio tiene stretto il diario di Tomoe e gli assicura che un giorno si riprenderà e lascerà il villaggio di Rekunin Mura come ha fatto Kenshin.

## Tecniche
La tecnica di combattimento di Enishi è il Watojutsu, uno stile composto da kenjutsu e dalla tecnica di spada cinese, usata però con la Wato, una spada lunga circa 76 cm, che Saitō definisce come una via di mezzo tra una tachi e una spada cinese.
Il Watojutsu è la combinazione della velocità dei fendenti del kenjutsu con la flessibilità della tipica arte di spada cinese. Enishi si crea da solo il Watōjutsu da un manuale che trova nella casa dei suoi tutori. Il Watōjutsu comprende tecniche estremamente efficaci nel contrastare la tecnica Mitsurugi Hiten, anche se nel contesto della storia è una pura coincidenza; la tecnica di Enishi è interamente basata su attacco e potenza, senza badare alla difesa. Egli infattin non tenta mai di bloccare i colpi, ma sempre di contrattaccare con mosse più potenti. La sua velocità e la sua lunghezza mettono effettivamente alla prova molte volte la tecnica di Kenshin. Enishi è l'unico nemico che riesce a bloccare il Kuzu Ryu Sen, infatti quando Kenshin cerca di attaccarlo con quella mossa, Enishi la previene prima che Kenshin riesca a sferrare il primo attacco.
Shugeki Tōsei (蹴撃刀勢) – Enishi accompagna con un calcio la spada per incrementare la velocità e la potenza del colpo. Può distruggere con facilità anche un tronco d'albero.
Kaishi Tōsei (回刺刀勢, Colpo della spada rotante che perfora) – Enishi blocca l'attacco avversario con l'impugnatura della sua Wato e aggira il nemico lasciandolo completamente indifeso. È una tecnica simile al Ryu Kan Sen di Kenshin e viene usata proprio per contrastare questa.
Shōha Tōsei (掌破刀勢) – Come per Shūgeki Tōsei, Enishi usa il suo palmo per imprimere più forza ad un colpo sferrato verso il basso.
Chōten Tōsei (朝天刀勢, Spada impetuosa del cielo mattutino) – È un seguito della Shōha Tōsei, in cui la spada è infilzata a terra. Enishi salta sul manico e spicca il volo; a questo punto riprende la spada grazie alla corsa fissata all'estremità dell'impugnatura. Il tutto è seguito da un colpo sferrato verso l'alto ed è una tecnica usata contro il Ryu Tsuisen.
Gōtsui Tōsei (轟堕刀勢) – Usiando la Watō per la stoccata, Enishi procede ad elevarsi sulla testa del nemico per poi scaraventarlo a terra. Per eseguire questa tecnica è necessario che la spada e il braccio abbiano abbastanza forza da sopportare il peso dell'avversario.
Shikkū Tōsei (疾空刀勢) – Una delle tecniche più impressionanti di Enishi. Per primo, compie un salto tenendo la Wato nella posizione base; quando raggiunge la massima altezza dal suolo, Enishi ha poco meno di un secondo per librarsi nuovamente in volo dando l'impressione di poter camminare in aria.
Questa è la tecnica che permette ad Enishi di lottare in aria contro Kenshin, sconfiggendo sia il Ryu Tsuisen che il Ryu Shosen.
Senran Tōsei (戰嵐刀勢) – Un attacco nel quale Enishi si piega come se stesse imitando una tigre e squarcia l'avversario roteando su se stesso. Inizialmente Enishi parte nella posa del Kofuku Zettōsei, ma tenendo la spada stesa in posizione diagonale, comincia a lanciarsi dando impeto al suo attacco. Successivamente Enishi rotea dinanzi all'obiettivo lanciando un attacco simile ad un inarrestabile tornado. Questa tecnica ha avuto successo contro la maggior parte delle tecniche a terra di Kenshin, lasciandolo completamente incapace di attaccare.
Kofuku Zettōsei (虎伏絶刀勢, Affondo della tigre) – Si tratta dell'attacco finale di Enishi; tiene la Watō con l'impugnatura coperta e la lama parallela al retro del suo braccio, e si accovaccia come una tigre. Allora lui si alza e prende la sua spada, tagliando il petto dell'avversario - questa è la tecnica che Enishi usa per affrontare l'Ougi di Kenshin Ama Kakeru no Hirameki. Durante il primo combattimento, Enishi riesce a sconfiggere Kenshin, utilizzando il vuoto d'aria che si viene a creare con la mossa di Kenshin, per spingersi in avanti. Comunque, nel secondo scontro con Kenshin l'attacco fallisce e Himura gli sferra un secondo Amakakeru no Hirameki.

## Trasformazione
Oltre al Watōjutsu, Enishi possiede un'abilità nascosta, cioè quella chiamata Kyōkeimyaku (狂經脉, Nerves of Insanity). Quando usa questa tecnica, i nervi su tutto il suo corpo si rigonfiano, creando una ramificazione, il sistema venoso si irrigidisce sulla sua pelle e appare simile a dei recipienti ripieni di sangue. Questa trasformazione gli causa un aumento della sensibilità e in questo stato i sensi di Enishi, la sua velocità e i suoi riflessi sono drasticamente migliorati, permettendogli di reagire agli attacchi prima che questi vengano sferrati. Grazie a questa abilità, egli afferma di poter vedere ogni goccia di sangue, ogni mossa del suo nemico e anche ogni granello di sabbia che gli cade dal corpo. Di conseguenza il suo avversario è completamente fuori gioco a livello difensivo. Enishi sviluppa quest'abilità come risultato della sua continuata attività cerebrale, anche quando dorme, nata dall'odio per Kenshin e dal desiderio di vendetta nei confronti di Tomoe. Comunque si tratta di un'arma a doppio taglio in quanto le sue capacità difensive crollano sensibilmente. Kenshin infatti sfrutta l'eccessivo funzionamento dei suoi sensi attaccandolo con il Ryu Meisan.

## Retroscena
Watsuki, l'autore di Kenshin ha voluto dipingere Enishi Yukishiro come una figura depressiva nella quale è possibile vedere un'ossessione; questo era il tipo che aveva in mente l'autore come personaggio finale.
L'autore scrive che l'ammirazione e l'ossessione di Enishi nei confronti della sorella, e il suo odio verso Kenshin riflettono il "lato oscuro di Watsuki". Lo stesso Watsuki ha ammesso che è letteralmente caduto in uno stato di auto-disgusto mentre disegnava Enishi. Tuttavia l'autore ha aggiunto che prova un forte attaccamento nei confronti di Enishi e che vorrebbe un giorno usarlo in un'opera futura.
Come afferma l'autore, il modello di Enishi è di un uomo leggermente deviato, dai capelli bianchi, giovane e affascinante. In altre parole, Enishi non ha un vero e proprio modello. Watsuki afferma anche che la gente sbaglia a credere che Vash the Stampede di Trigun e Basara di Macross 7, erano modelli per Enishi. Gli occhiali scuri gli sono dati a causa del suo legame con la malavita, le vesti cinesi a causa dell'infanzia vissuta a Shanghai, e il mantelletto è preso da Gambit degli X-Men.
Watsuki crede che Enishi sia uno dei suoi migliori personaggi. Infine afferma che Enishi è troppo bello per essere un nemico finale e che inoltre è stanco di disegnare "tipi affascinanti".